# Rezerwat przyrody Grądy nad Moszczenicą
Rezerwat przyrody Grądy nad Moszczenicą – leśny rezerwat przyrody, położony w północnej części uroczyska Szczawin na terenie leśnictwa Szczawin w gminie Zgierz w powiecie zgierskim (województwo łódzkie). Został utworzony 13 czerwca 1994 r. w celu zachowania zespołów grądowych (czyli wielogatunkowych lasów liściastych), roślin chronionych lub gatunków ważnych dla flory regionalnej (m.in. jaworu, dębu szypułkowego, jodły, widłaka goździstego i widłaka spłaszczonego).

## Położenie i warunki terenowe
Rezerwat ma powierzchnię 42,14 ha, stanowiąc fragment nieregularnego kształtu, wydzielony z większego Lasu Szczawińskiego. Położony jest w północnej strefie krawędziowej Wzniesień Łódzkich. Od północy graniczy z rzeką Moszczenicą (która tworzy tu liczne zakola) oraz użytkami rolnymi i działkami wsi Kębliny. Od strony południowej, wschodniej i zachodniej graniczy z drzewostanami także o charakterze grądów, ale z dość licznie występującą sosną, nie należącą do gatunków grądowych. Południowa granica rezerwatu biegnie w pobliżu drogi leśnej i szlaku rowerowego, którymi można dojechać od strony wsi Swędów. Cały rezerwat położony jest na wysoczyźnie lekko pochylonej w kierunku północnym do doliny rzeki, a najwyższe jej wzniesienie wynosi 153 m n.p.m. Rzeźba terenu rezerwatu jest urozmaicona. Zawdzięcza to wijącej się rzece w dość głębokiej dolinie, o głębokości dochodzącej do 10 m. Zbocze doliny, na którym znajduje się większość rezerwatu, porozcinane jest siecią licznych parowów i wąwozów o głębokości 1–3 m, powstałych przed kilku tysiącami lat w wyniku oddziaływania dużych mas wód opadowych (jest to forma ukształtowania terenu spotykana także w kilku innych miejscach na krawędzi Wzniesień Łódzkich). Po obfitych deszczach lub roztopach wiosennych parowy okresowo wypełniają się wodą. Leśne gleby rezerwatu, wykształcone na piaskach słabo gliniastych i gliniastych lekkich oraz na glinach średnich, charakteryzują się dość dużą żyznością.

Las grądowy bukowo-jaworowy
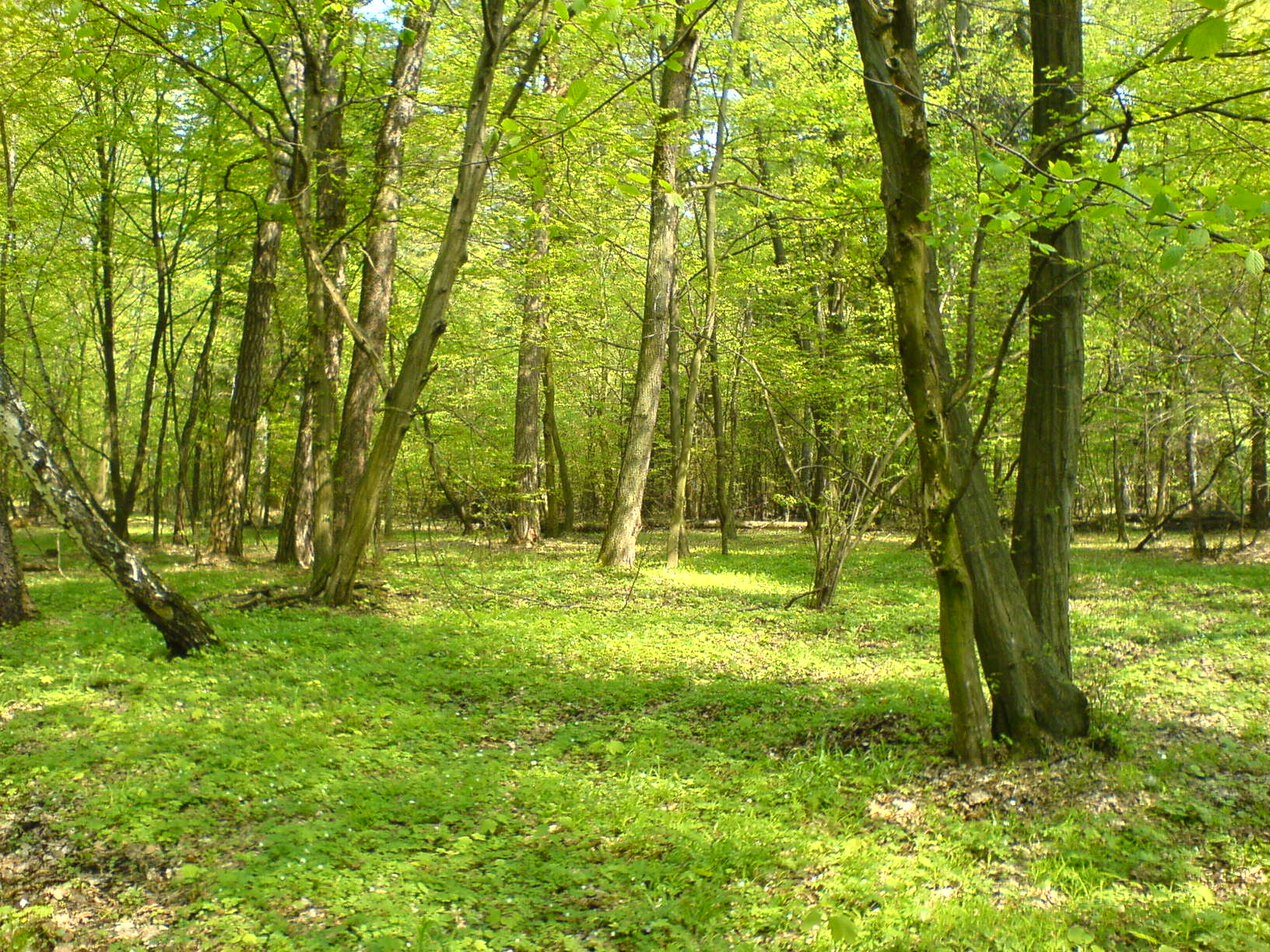
południowa część rezerwatu
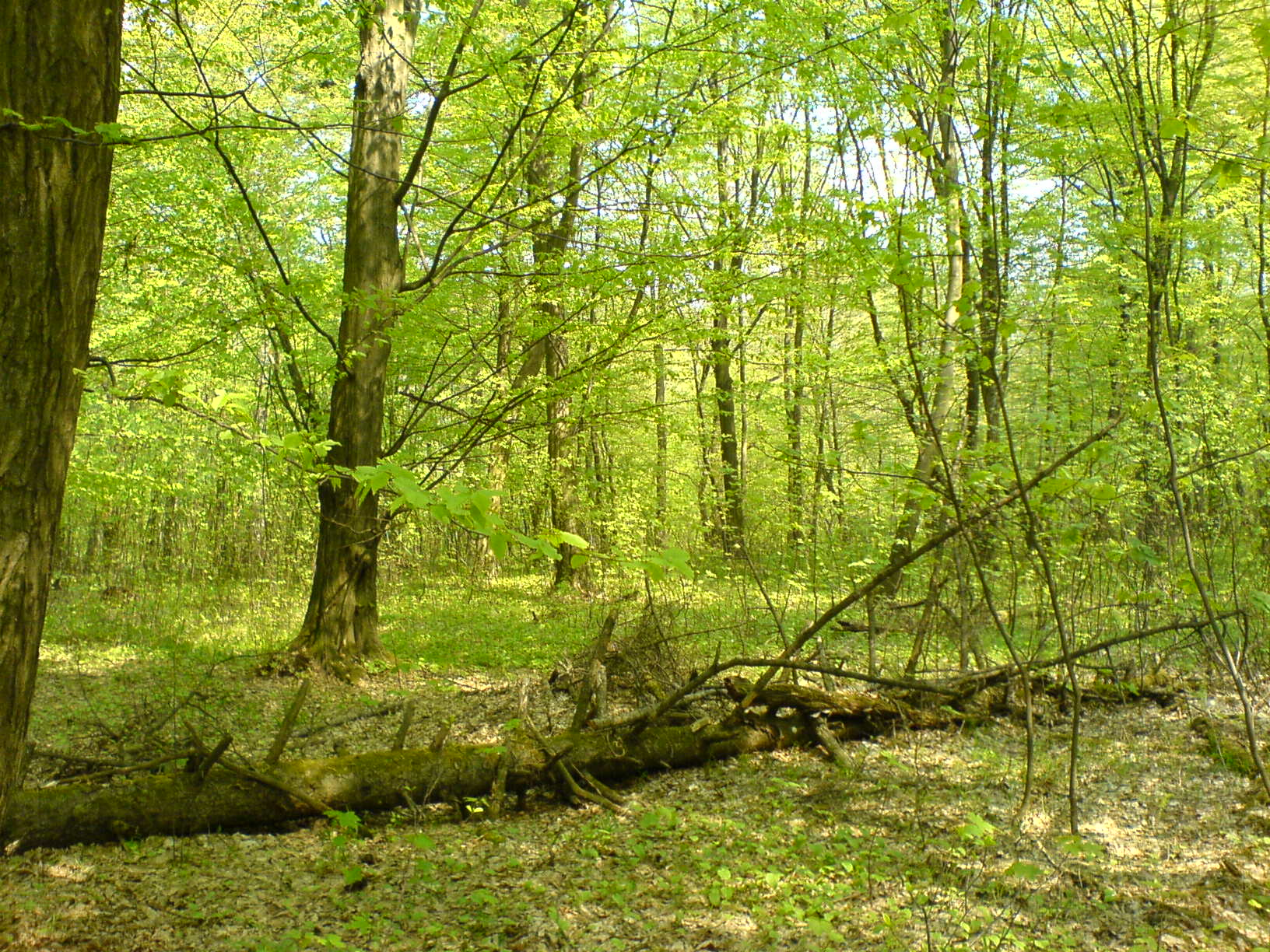
południowa część rezerwatu
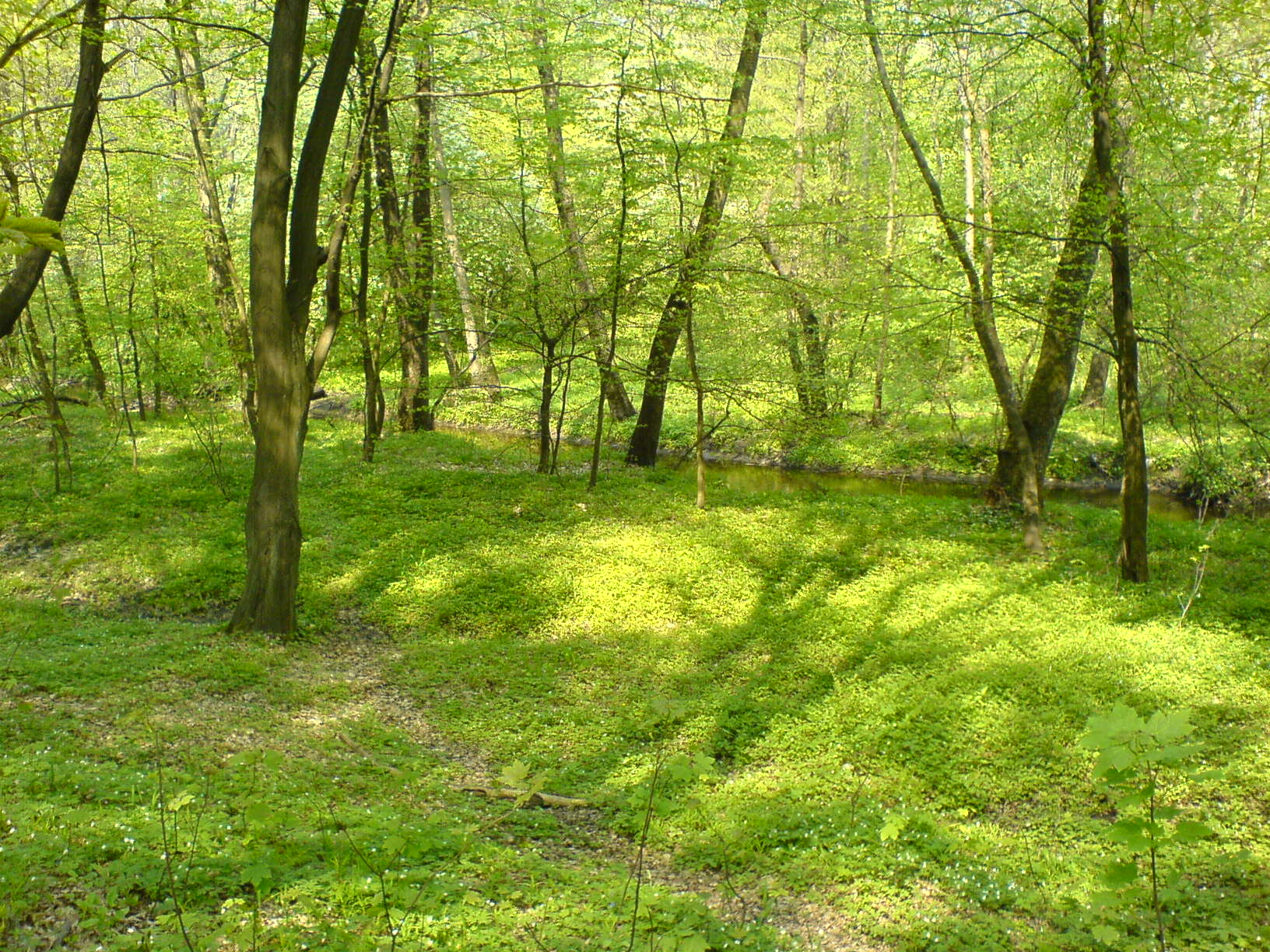
północ rezerwatu, nad Moszczenicą

## Flora rezerwatu
Na terenie rezerwatu przeważają grądy, a nad samą rzeką pojawiają się łęgi jesionowo-olszowe. Występujące tu grądy liczą 25 gatunków drzew i krzewów, m.in. olszy, brzozy, buku, grabu, jaworu, jesionu, sosny, jodły (północna granica występowania), świerku. W gęstych podszytach spotyka się takie gatunki jak: kruszyna, grab, leszczyna, jarzębina, dąb, czeremcha, jawor, świerk i inne. W rezerwacie można porównać wszystkie typy grądów: od wysokiego, ubogiego, przez grąd typowy na przeważającej powierzchni, po grąd niski w parowach zbiegających w kierunku rzeki. Również gęstość podszytu maleje wraz ze wzrostem wilgotności, najmniej zwarte podszyty występują w grądzie niskim. W runie grądów występują następujące gatunki: gwiazdnica wielkokwiatowa, gajowiec żółty, przylaszczka, marzanka wonna, żankiel zwyczajny, perłówka zwisła, prosownica rozpierzchła, zawilec gajowy, fiołek leśny, groszek wiosenny, kokorycz pełna, nerecznica samcza. Poza zalesieniem grądowym, wzdłuż rzeki Moszczenicy rosną łęgi olszowe, składające się głównie z olszy czarnej i brzozy, a także: jesionu, jawora i wiązu. W łęgach, w bogatym runie rosną: podagrycznik, śledziennica, niecierpek pospolity, śmiałek darniowy, sit rozpierzchły, fiołek błotny, gwiazdnica gajowa, przytulia czepna, jasnota plamista. W rezerwacie występują rośliny chronione: widłak spłaszczony (ochrona jego siedliska – jedynego w województwie łódzkim – jest jednym z celów założenia rezerwatu), wawrzynek wilczełyko, bluszcz pospolity, gnieźnik leśny. Występują również inne rzadkie gatunki: bniec czerwony, czerniec gronkowy, zawilec żółty, kokorycz pełna, łuskiewnik różowy, złoć żółta, kokoryczka okółkowa. Duża część rosnących tu roślin zakwita wczesną wiosną (dominuje zawilec, przylaszczka, groszek wiosenny, fiołek leśny, kokorycz), co czyni ten rezerwat szczególnie interesujący o tej właśnie porze roku. Po ulistnieniu drzew i zacienieniu dna lasu zmienia się jego wygląd i skład runa (pojawia się gwiazdnica, narecznica samcza, podagrycznik).

## Fauna rezerwatu
Fauna rezerwatu nie była badana systematycznie i przyjmuje się, że jest ona typowa dla innych obszarów chronionych na terenie Wzniesień Łódzkich. Na tych obszarach stwierdzono występowanie ok. 1000 gatunków bezkręgowców lądowych i owadów oraz ok. 100 gatunków bezkręgowców wodnych. Wśród fauny kręgowców występujących w Moszczenicy wymienić należy: ciernika, kiełbia, śliza, kozę, rzadziej: płoć, okonia, piskorza, a nawet minoga strumieniowego. Dość liczne są płazy, w tym: traszka zwyczajna i traszka grzebieniasta, kumak nizinny, ropucha zwyczajna oraz rzadsza ropucha zielona, żaba śmieszka i żaba wodna. Gadami występującymi w rezerwacie i jego okolicy są m.in.: jaszczurka zwinka, jaszczurka żyworodna, a także padalec. Na terenie Wzniesień Łódzkich stwierdzono gniazdowanie 112 gatunków ptaków. W okolicach rezerwatu dość często obserwuje się liczne gatunki ptaków drapieżnych, sów, wróblowatych, kukułki, dzięciołów. Kilkukrotnie obserwowano bociana czarnego. Wzniesienia Łódzkie są miejscem występowania ok. 35 gatunków ssaków. W okolicy rezerwatu licznie pojawiają się nietoperze (w tym rzadki gatunek borowiaczek), łasicowate (kuna leśna i łasica), ryjówka aksamitna. Teren rezerwatu penetrują także dziki i sarny.

## Klimat rezerwatu
Klimat należy do przejściowego, pomiędzy atlantyckim a typowo kontynentalnym. Średnioroczne opady wynoszą 540 mm, okres wegetacyjny trwa 213 dni, liczba dni z pokrywą śnieżną wynosi 70.

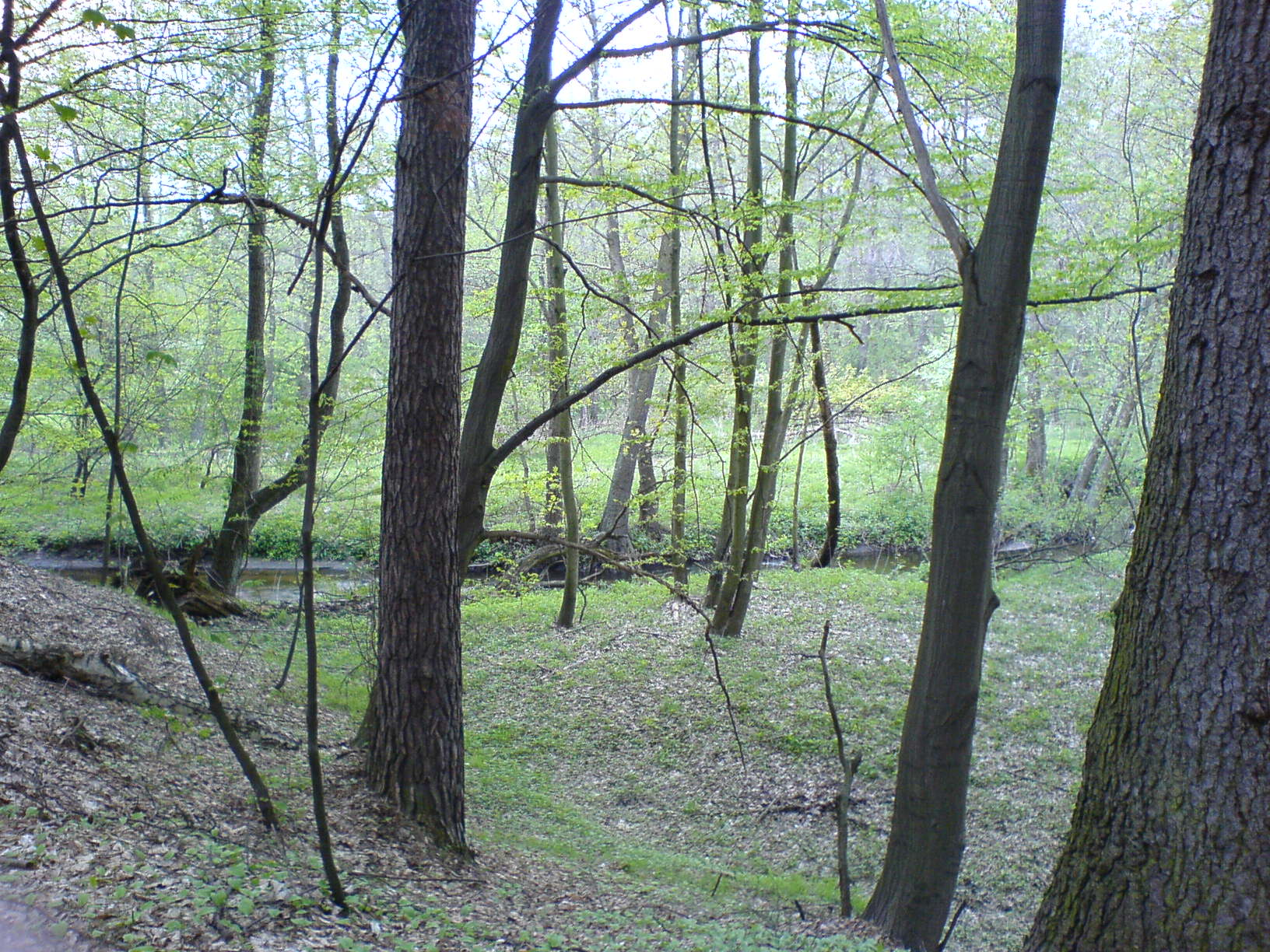
Las łęgowy w północnej części rezerwatu
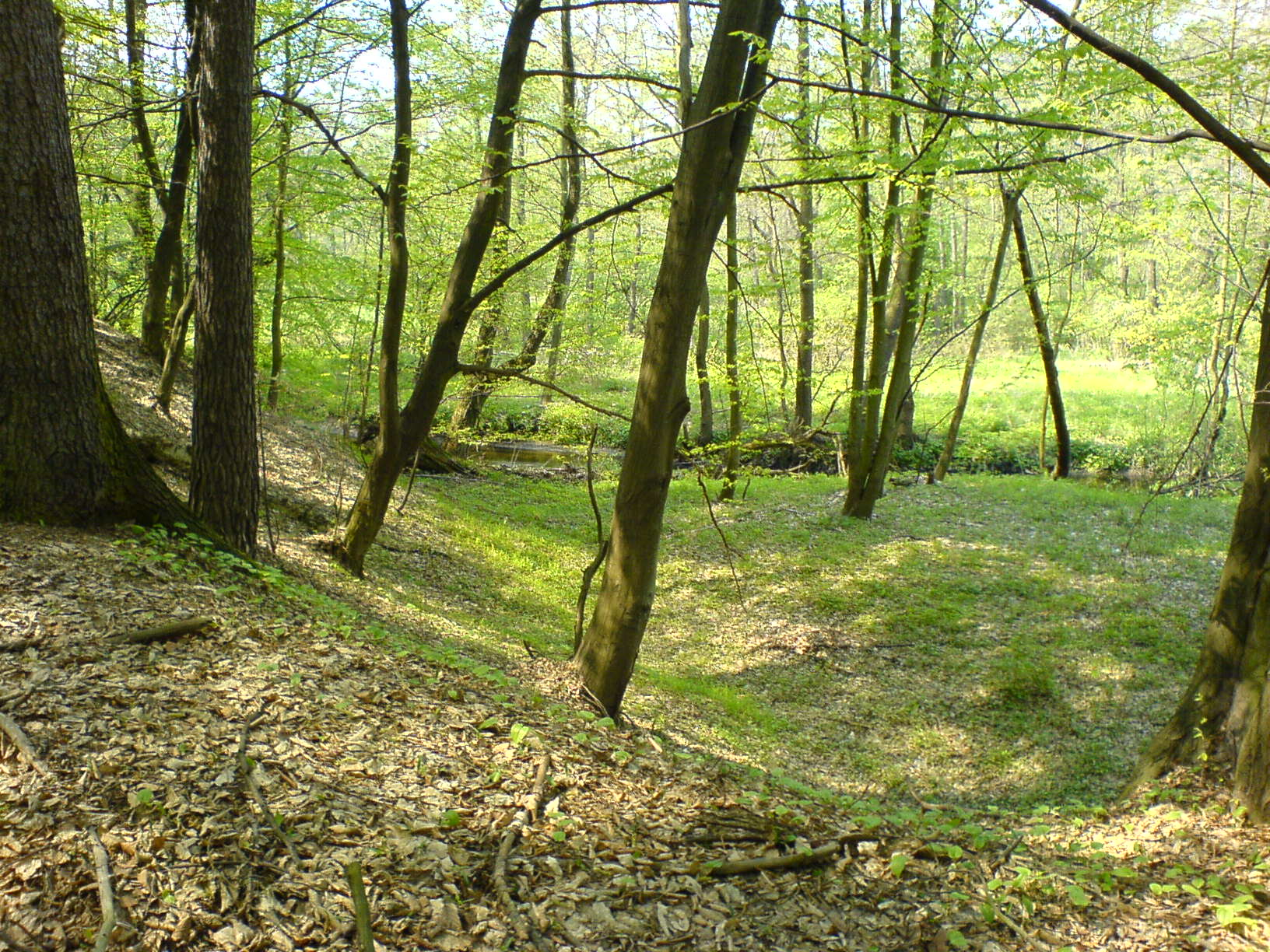
Las łęgowy w północnej części rezerwatu
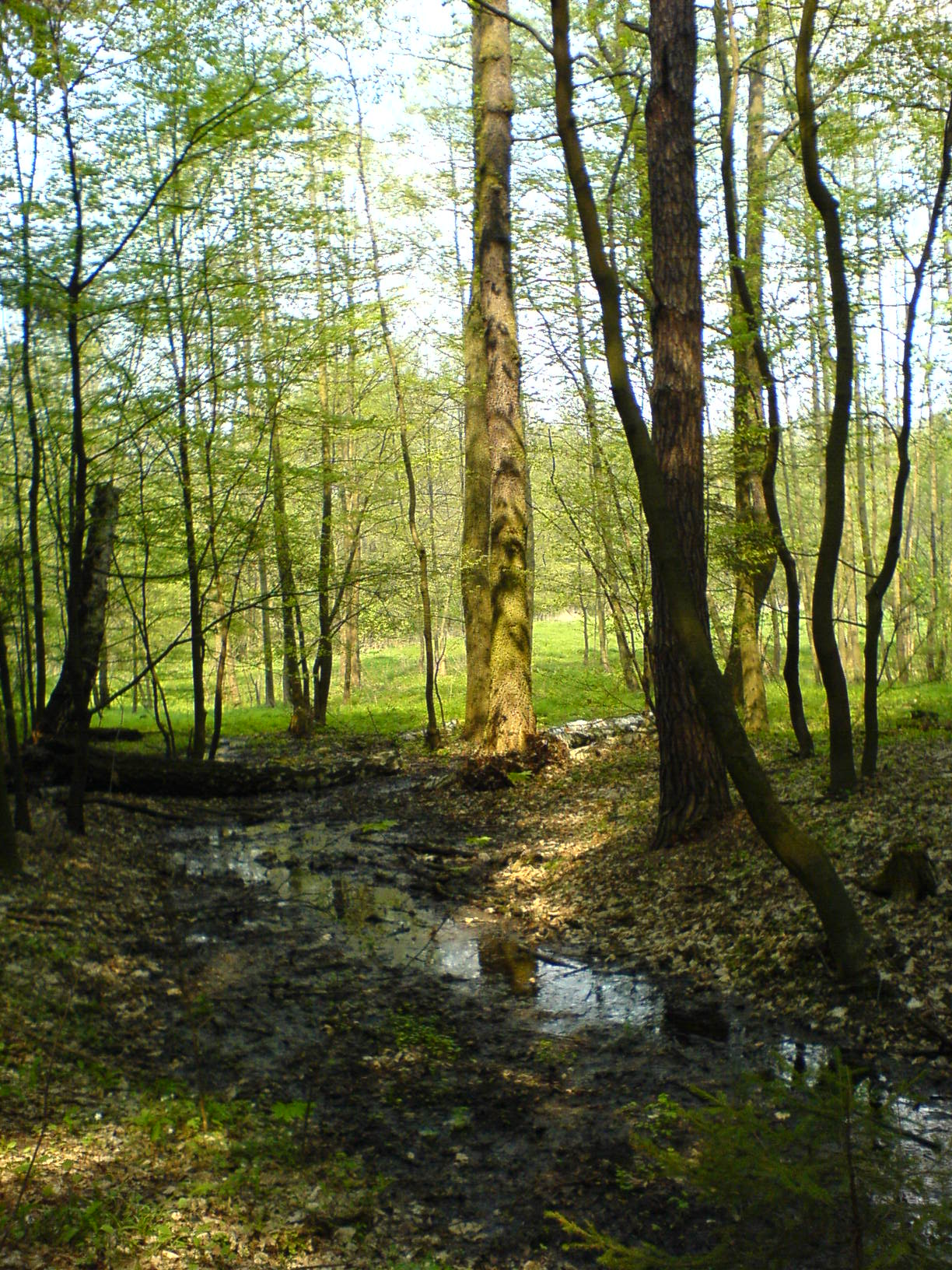
Parowy erozyjne
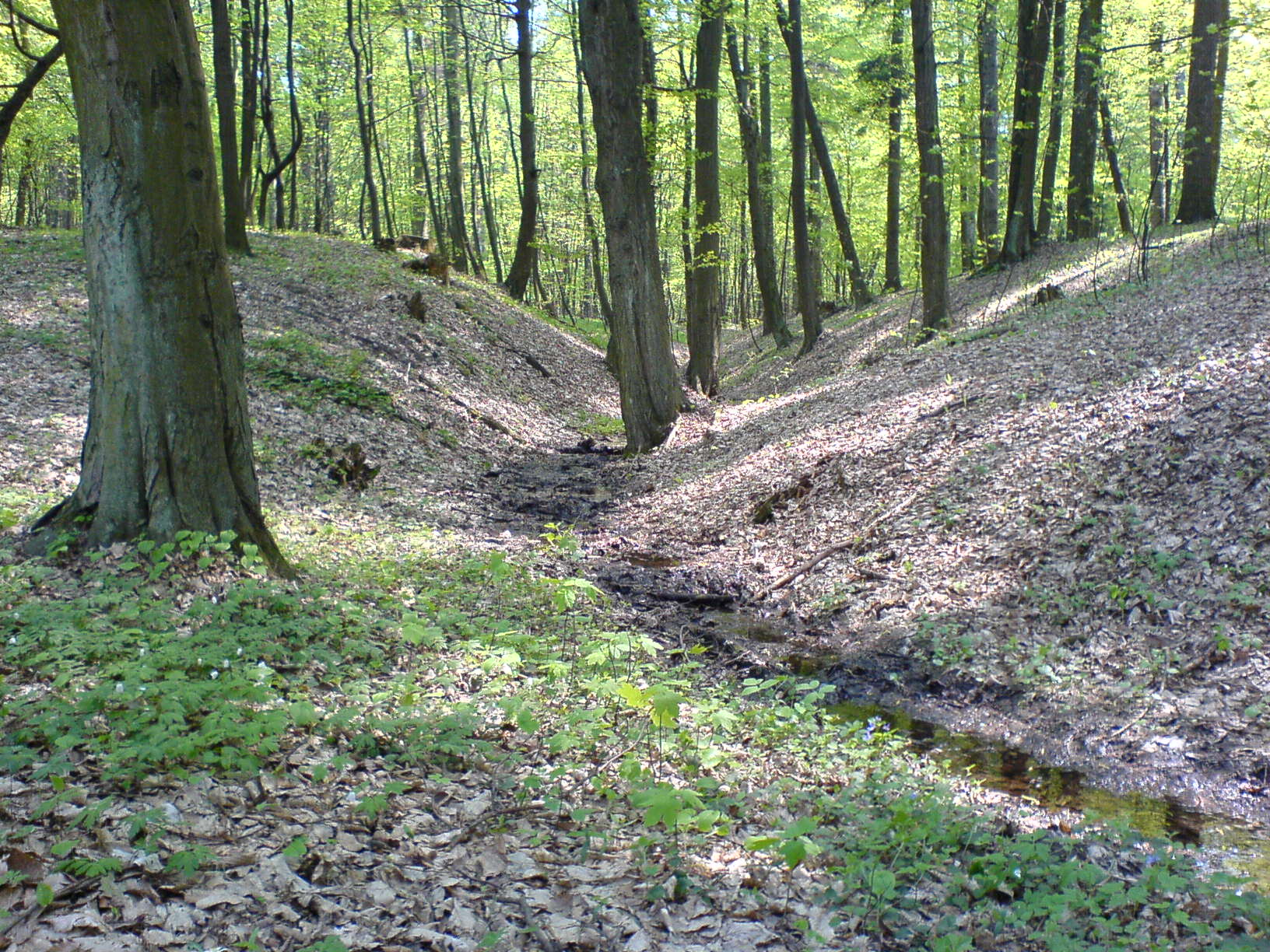
Parowy erozyjne